# Їжак амурський
Їжа́к аму́рський (Erinaceus amurensis) — вид ссавців з роду їжаків (Erinaceus), родини їжакових (Erinaceidae). Часто розглядається як найбільш споріднений до їжака «звичайного» (очевидно, мова йде про східноєвропейський Erinaceus roumanicus). Водиться в Китаї, на Корейському півострові та на території Росії.
Відрізняється від їжака білочеревого та їжака європейського світлішим забарвленням. Довжина тіла 18-26 см, Маса тіла проягом року коливається від 234 до 1092 г.

## Природне середовище та екологія
Поширений на рівнинах Китаю на широтах вище 29° пн. ш. й на північ до басейну Амуру та Корейського півострова.
Надає перевагу долинам і низинам зі змішаними хвойними та широколистяними лісами, з високою травою. Уникає високогір'я, широкі болота й великі ділянки орної землі. Зазвичай живе на кордоні між лісом та відкритими просторами.
Активний здебільшого в темний час доби. Харчується дощовими черв'яками та іншими наземними безхребетними, рідше дрібними хребетними та плодами.
Вид трапляється в деяких заповідних зонах.